# Roy Pritchard
Roy Thomas Pritchard (* 9. Mai 1925 in Dawley; † Januar 1993 in Walsall) war ein englischer Fußballspieler. Der Abwehrspieler war vor allem für seine Zeit bei den Wolverhampton Wanderers bekannt. Mit den „Wolves“ gewann er 1949 den FA Cup sowie fünf Jahre später die englische Meisterschaft.

## Sportlicher Werdegang
Pritchard schloss sich nach dem Schlussabschluss im Jahr 1941 in Wolverhampton – rund 30 Kilometer südöstlich von seiner Geburtsstädte Dawley entfernt – den Wanderers an. Da der offizielle Spielbetrieb aufgrund des Zweiten Weltkriegs ausgesetzt war, dauerte es fünf Jahre, bis Pritchard die Profilaufbahn begann. Während des Kriegs hatte er sich als Gastspieler für Mansfield Town, Notts County, Swindon Town und den FC Walsall verdingt, bevor er am 12. Oktober 1946 in der höchsten englischen Spielklasse beim 6:1-Kantersieg gegen Huddersfield Town im heimischen Molineux Stadium debütierte. In der Saison 1946/47 absolvierte er unter Trainer Ted Vizard lediglich vier Ligapartien. In den späteren Jahren war er unter Vizards Nachfolger Stan Cullis Stammspieler auf der linken Abwehrseite. Er galt als besonders ehrgeizig und nach Zeitzeugenberichten zufolge stellte er auch sehr renommierte Gegenspieler wie Stanley Matthews oft vor große Probleme. Neben Achtungserfolgen in der Liga auf dem fünften und sechsten Abschlusstabellenplatz in den Spielzeiten 1947/48 und 1948/49 war der Gewinn des FA Cups 1949 ein erster Höhepunkt in Pritchards Laufbahn. Er stand dabei auch in der Elf, die den 3:1-Finalsieg gegen Leicester City bewerkstelligte. Im Jahr darauf scheiterte Pritchard mit seinen Mannen nur knapp am Gewinn der englischen Meisterschaft aufgrund des gegenüber FC Portsmouth schlechteren Torquotienten. Nach einem sportlichen Durchhänger in der folgenden Saison 1951/52, in der die „Wolves“ trotz positiven Torverhältnisses in der unteren Tabellenhälfte landeten, meldete sich Pritchard mit seinen Mannen im Anschluss beim Kampf um die Meisterschaft zurück. Dem dritten Platz in der Spielzeit 1952/53 folgte der ersehnte erste Meistertitel in der Vereinsgeschichte – mit vier Punkten Vorsprung auf den Lokalrivalen West Bromwich Albion. Pritchard hatte mit 27 Ligaeinsätzen einen maßgeblichen Beitrag dazu geleistet, aber in der Folgezeit fiel er den Umbaumaßnahmen in der Mannschaft durch Trainer Cullis zum Opfer. Dadurch verpasste er nicht nur die Charity-Shield-Partie 1954, sondern verlor auch seinen Stammplatz im folgenden Jahr. Nur noch sieben Mal kam er auf dem Weg zur Vizemeisterschaft hinter dem FC Chelsea zum Einsatz. Noch vor Ablauf der Saison wechselte er im Februar 1955 zum Ligakonkurrenten Aston Villa. Insgesamt hatte er 202 Ligaspiele für die „Wolves“ bestritten; ein Torerfolg war ihm dabei nicht vergönnt gewesen.
Die Hoffnungen auf eine sportliche Wiederbelebung bei den „Villans“ erfüllten sich nicht. Während der rund zweieinhalb Jahre absolvierte Pritchard im Team von Trainer Eric Houghton gerade einmal drei Ligapartien. Auch beim Gewinn des FA Cups 1957 blieb er außen vor und wurde insbesondere anlässlich des Endspiels nicht berücksichtigt. Zum Ende der 1950er-Jahre ließ er zunächst bei Notts County in der zweiten Liga sowie später bei Port Vale seine Profikarriere ausklingen (dort gewann er 1959 die Viertligameisterschaft), bevor er ab Mai 1960 längere Zeit in der semiprofessionellen Southern League bei Wellington Town verbrachte.
Im Januar 1993 verstarb Pritchard im Alter von 67 Jahren.

## Erfolge
- Englischer Meister: 1954
- Englischer Pokalsieger: 1949